# Neuenhaus (Engelskirchen)
Neuenhaus ist ein Ort in der Gemeinde Engelskirchen im Oberbergischen Kreis in Nordrhein-Westfalen in Deutschland.

## Lage und Beschreibung
Der Ort liegt im Nordosten von Engelskirchen auf einer Anhöhe zwischen Leppe und Agger. Nachbarorte sind Feckelsberg, Haus Selbach und Schnellenbach.
Im Südosten von Neuenhaus liegt das Naturschutzgebiet Altenberg im Walbachtal mit der Aggertalhöhle.

## Geschichte
Auf der amtlichen topografischen Karte des Jahres 1896 ist Neuenhaus erstmals verzeichnet.